# Tiefbunker Berlinertordamm

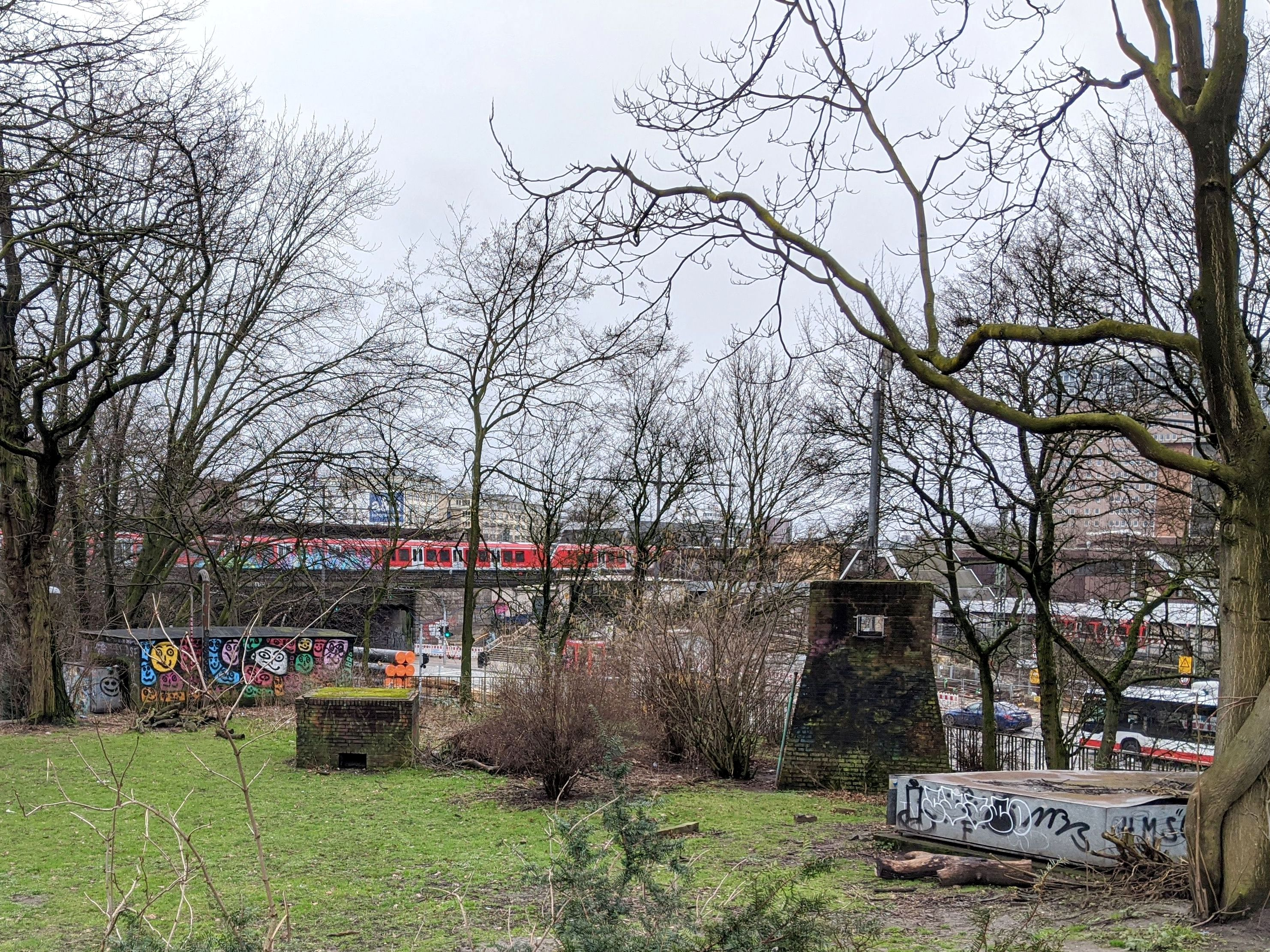
Oberirdisch sichtbare Einstiegsbauwerke und Abluftschächte, im Hintergrund der S-Bahnhof Berliner Tor.

Der Tiefbunker Berlinertordamm ist ein unterirdischer Luftschutzbau aus dem Zweiten Weltkrieg. Er befindet sich im Hamburger Stadtteil Borgfelde in einer kleinen Grünanlage unweit des S-Bahnhofs Berliner Tor.  
Er wurde ursprünglich ab 1940 im Rahmen des Luftschutz-Sofortprogramms errichtet und bot während der Luftangriffe auf Hamburg etwa 800 Menschen aus den umliegenden Stadtteilen Schutz. Während des Kalten Krieges wurde er von 1960 bis 1963 als erster öffentlicher Zivilschutzbunker in der damaligen Bundesrepublik „atomsicher“ ausgebaut – mit Platz für nunmehr 450 Menschen.   
Das kreisrunde Bauwerk hat einen Durchmesser von 20 Metern, reicht etwa 10 Meter tief in den Untergrund und hat drei Stockwerke, in denen mehrere Schlaf- und Aufenthaltsräume sowie Toiletten untergebracht sind. Die Anlage verfügt über zwei separate Zugänge, Luftfilter, eine Ölheizung und Notstromversorgung.  
Der Tiefbunker unterliegt bis heute der Zivilschutzbindung und steht zugleich unter Denkmalschutz. Der Verein „Unter Hamburg“ bietet regelmäßig Führungen durch das Bauwerk an. 